# جان دی. ورکز
جان دی. ورکز (انگلیسی: John Downey Works; زاده ۲۹ مارس ۱۸۴۷ - درگذشته ۶ ژوئن ۱۹۲۸) سناتور سابق عضو حزب جمهوری‌خواه بود. وی در سال ۱۹۱۱ تا ۱۹۱۷ میلادی سناتور ایالت کالیفرنیا در سنای ایالات متحده آمریکا بود.